# Bianka Schwede
Bianka Schwede-Borrmann, née le 9 janvier 1953 à Dresde (République démocratique allemande), est une rameuse est-allemande. Elle remporte une médaille d'or aux Jeux de 1976.

## Carrière
Membre de l'équipage est-allemand du quatre avec barreuse, Schwede remporte la médaille d'or aux Jeux de 1976. Elle remporte également l'or en huit aux Mondiaux 1975 et de 1977.

## Palmarès
- Jeux olympiques d'été de 1976 à Montréal ( Canada) :
  -  médaille d'or du quatre avec barreuse

### Championnats du monde
- Championnats du monde d'aviron 1977 à Amsterdam ( Pays-Bas) :
  -  médaille d'or en huit

- Championnats du monde d'aviron 1975 à Nottingham ( Royaume-Uni) :
  -  médaille d'or en huit